# هنتلي أرمسترونغ
هنتلي أرمسترونغ (17 نوفمبر 1969 في أستراليا - ) (بالإنجليزية: Huntley Armstrong)‏ هو لاعب كريكت أسترالي. لعب مع فريق جنوب أستراليا للكريكت ‏.

## وصلات خارجية
- هنتلي أرمسترونغ على موقع إي آس بي آن كريك إنفو (الإنجليزية)